# Дасуки, Ибрахим Хаджи
Дасуки, Ибрахим Хаджи(англ. Ibrahim Dasuki; 31 декабря 1923 года, Сокото, Протекторат Нигерия — 14 ноября 2016 года Абуджа, Нигерия) — нигерийский духовный лидер, 18-й султан Сокото из рода Бухари дома Дан Фодио.

## Биография
В 1953 году стал личным секретарем лидера Северного народного Конгресса Ахмаду Белло. В 1957 году занимает должность секретаря регионального исполнительного совета. С 1960 по 1961 год работал в посольстве Нигерии в столице Судана Хартуме, с 1965 года — в министерстве торговли Нигерии.
С 1965 по 1984 год занимался предпринимательской деятельностью. С 1967 по 1977 год являлся директором и председателем Нигерийской железнодорожной корпорации. С 1979 по 1989 год был соучредителем и председателем Нигерийского отделения международного банка «Bank of Credit and Commerce International».
С 1984 года занимал пост председателя комитета по местному самоуправлению в Нигерии. В 1988 году он был избран в Учредительное собрание Нигерии.
После смерти 17-го султана Сокото Сиддика Абубакара III являлся одним из десяти претендентов на вакантный титул. Его конкурент Мухаммаду Масидо был более популярен среди жителей Сокото, но Дасуки был ставлеником генерала Ибрагима Бабангида, что позволило ему занять трон султана. 6 декабря 1988 года он был объявлен новым султаном Сокото. Это привело к началу массовых беспорядков, в которых погибли 10 человек.
Был первым султаном принадлежавшим к линии Бухари династии Дан Фодио. Считался реформатором и либералом из-за чего против его активно выступали представители консервативно настроенной общественности. За время своего правления он построил 10 школ и открыл класс грамотности для взрослых. Пытался объединить мусульманскую общину Нигерии путем объединения ряда мусульманских общин и организаций. 20 апреля 1996 года Ибрахим Дасуки был низложен правительством Нигерии и вывезен в город Йола, а затем в Джалинго, где он находился в изгнании.
По версии государственной администрации, Ибрахим Дасуки правоцировал вражду среди населения страны и королевской семьи, игнорировал распоряжения правительства и выезжал за пределы своих владений без разрешения или уведомления правительства. Однако, по другой версии он был низложен из-за личной неприязни между ним и генералом Сани Абача.
Скончался в Турецкой больнице в Абудже после продолжительной болезни.